# 庫爾丘鄉
47°45′17″N 23°03′39″E / 47.7547°N 23.0608°E
庫爾丘鄉（羅馬尼亞語：Comuna Culciu, Satu Mare），是羅馬尼亞的鄉份，位於該國西北部，由薩圖馬雷縣負責管轄，面積79平方公里，海拔高度129米，2007年人口3,962，人口密度每平方公里50人。